# Vimaladharmasuriya II.
Vimaladharmasuriya II. (singhalesisch පළමුවන විමලධර්මසූරිය, Tamil இரண்டாம் விமலதர்மசூரியன், reg. 1687–1707; gest. 4. Juni 1707) war ein König von Kandy und Nachfolger von Rajasingha II. In seiner Herrschaftszeit siedelte sich Joseph Vaz in Sri Lanka an und es begannen die ersten Missionsaktivitäten der Christen.

## Leben
In seiner Jugend lebte der Prinz längere Zeit als Bhikkhu (buddhistischer Mönch). Er war von Natur aus sehr friedliebend. Es gab aber zu der Zeit in Sri Lanka nicht genug buddhistische Kleriker um die höheren Weihen (upasampada, Vollordination) zu vollziehen.
In seiner Herrschaft lud Vimaladharmasuriya 33 Mönche aus Burma ein und sorgte dafür, das wieder höhere Weihen vollzogen wurden.

### Vordringen der Niederländer
Die Niederländer machten mehrere Versuche das Königreich Kandy unter ihre Kontrolle zu bringen. Dies scheiterte zwar, aber sie konnten die Kontrolle über den Außenhandel des Königreichs gewinnen.

### Daud Khan Panni
1703 erwarb der Kommandant des Mogulreichs (Mughal) an der Koromandelküste, Daud Khan Panni, mit Zustimmung des Königs 30 bis 50 Kriegselefanten von Ceylon für 10.500 "Geldstücke".